# L'ultimo cacciatore (film 1995)
L'ultimo cacciatore (Last of the Dogmen) è un film del 1995 diretto da Tab Murphy.

## Trama
Lewis Gates, cacciatore famoso per la sua abilità nel seguire le tracce, è ingaggiato dal suocero, sceriffo, per rintracciare tre pericolosi evasi che sono fuggiti in una impervia zona montuosa del Montana. Gates ritrova le tracce dei latitanti, ha le prove che sono stati uccisi ma non rinviene i corpi, trovandosi quindi alle prese con un mistero. Accompagnato dall'antropologa Lillian Sloane, studiosa ed esperta dei nativi americani Cheyenne, Gates si avventura in montagna e viene catturato da alcuni guerrieri Cheyenne che sembrano usciti dal passato.
Attraverso un passaggio segreto sotto una cascata, Gates e Sloane scoprono un villaggio isolato abitato da una tribù di nativi americani Cheyenne sfuggiti ai massacri dei coloni bianchi di un secolo prima. Dopo la cattura da parte dei guerrieri pellerossa, Lewis e Lillian riescono gradualmente ad essere accettati all'interno della tribù ed essere considerati amici, anche per aver salvato un giovane Cheyenne ferito dai tre pericolosi evasi. Gates è costretto a ritornare tra i bianchi per procurarsi la penicillina necessaria per curare il ferito, ma lo sceriffo Deegan intraprende una battuta in montagna sulle tracce del genero; il cacciatore Gates e l'antropologa Sloane riescono ad impedire che la tribù venga massacrata, convincendo lo sceriffo a desistere da ogni azione cruenta.